# The Breakaways
The Breakaways war eine 1962 gegründete britische Girlgroup, die in den 1960er Jahren zu den gefragtesten Background-Gruppen in Großbritannien gehörte und Künstler wie Petula Clark, Dusty Springfield, Jimi Hendrix, Tom Jones, Olivia Newton-John, The Walker Brothers und andere im Tonstudio und auf Tournee unterstützte. Zwischen 1962 und 1968 veröffentlichte die Gruppe auch eine Reihe eigener Singles. Die bekannteste Besetzung bestand aus Margo Quantrell (1942–2016), Jean Ryder (1938–2020) und Vicki Brown (1940–1991).

## Biografie

### Anfänge
Die Breakaways wurden 1962 von Vicki Haseman (später Vicki Brown), Margo Quantrell und Betty Prescott gegründet. Alle drei waren ehemalige Mitglieder der rein weiblichen Liverpooler Gesangsgruppe The Vernons Girls, die bis dahin aus 16 Mitgliedern bestanden hatte und die zu Beginn der 1960er Jahre einige Hits in den britischen Charts hatte (Samantha Jones ging ebenfalls aus dieser Gruppe hervor). Sie sangen zunächst Backup für Emile Forde und nannten sich daher zunächst „The Fordettes“.
Das Trio zog anschließend nach London, bekam dort einen Plattenvertrag bei Pye Records und nannte sich fortan „The Breakaways“ (da sie von den Vernons Girls „weggebrochen“ waren, Englisch: „To break away“). Unter ihren frühen Aufnahmen waren Background-Vocals für die Single A Picture of You von Joe Brown and the Bruvvers, die im September 1962 Platz 3 der britischen Single-Charts erreichte.
Der A&R-Beauftragte dieser Gruppe, Tony Hatch, erkannte das Potenzial der Breakaways und brachte sie fortan als Session-Sängerinnen für andere Künstler des Labels unter, darunter die erfolgreichste Solokünstlerin von Pye Records, Petula Clark. Die Breakaways sind auf einigen ihrer bekanntesten Hits zu hören, darunter Downtown (1964), I Know a Place (1965) und Sign of the Times (1966). Sie singen auch auf einigen von Clarks französischen Aufnahmen.
Hatch buchte sie außerdem für Aufnahmen von Chubby Checker, Julie Grant, Alma Cogan und Adam Faith. Im Oktober 1962 ging Little Richard auf Drängen von Don Arden mit Sam Cooke und Jet Harris auf Europa-Tournee. Die Breakaways wurden für die Backup-Vocals engagiert.

### Erfolg
Im Februar 1963 waren die Breakaways neben Joe Brown, Bobby Vee, Johnny Tillotson, den Tremeloes, den Springfields und anderen in dem Musikfilm Just for Fun (Regie: Gordon Flemyng) zu sehen. Sie traten regelmäßig in populären britischen Fernsehsendungen wie Ready Steady Go, Thank Your Lucky Stars, The Beat Room und darüber hinaus in BBC-Headliner-Shows wie This is Petula Clark (1966) von Petula Clark, Cliff! (1967) von Cliff Richard oder It Must Be Dusty (1968) von Dusty Springfield auf.
1963 verließ Betty Prescott die Gruppe und wurde von Jean Ryder ersetzt. Diese Besetzung – Vicki, Margo, Jean – wurde das Gesicht der Breakaways.
Die Breakaways haben Background-Vocals für viele von Dusty Springfields frühen Aufnahmen für das Philips-Label beigetragen. Sie sind auch auf Cilla Blacks Nr.-1-Hit You're My World (1964) sowie auf Aufnahmen anderer britischer Sängerinnen der 1960er Jahre wie Jackie Trent, Marianne Faithfull, Lulu, Madeline Bell und Tammy St. John zu hören.
Im Frühjahr 1965 nahm Burt Bacharach in London sein Album Hit Maker!: Burt Bacharach Plays the Burt Bacharach Hits für Kapp Records auf, welche eigene Versionen seiner bis dahin für andere Künstler erfolgreichsten Stücke enthielt. Die weiblichen Stimmen auf Trains and Boats and Planes sind die Breakaways. Die Single erreichte Platz 4 der britischen Single-Charts. Im gleichen Jahr war die Gruppe auf dem Soundtrack-Album des Films Darling (Regie: John Schlesinger) mit Julie Christie zu hören.
1968 trugen die Breakaways Backup-Vocals für das Album Come Back & Shake Me von Mark Wirtz (The Mark Wirtz Orchestra & Chorus) sowie für das Album The Cheerful Insanity of Giles, Giles and Fripp der Gruppe Giles, Giles and Fripp bei.
Im weiteren Verlauf der 1960er Jahre sangen die Breakaways auf Aufnahmen internationaler Sänger und Sängerinnen wie Dionne Warwick, Françoise Hardy, Paul Anka, Jack Jones, Brigitte Bardot, Jackie DeShannon, The Walker Brothers, Johnny Halliday, Bobby Rydell, Dave Berry, Peter & Gordon, Cass Elliot und Billy Fury.
Die Gruppe löste sich zu Beginn der 1970er Jahre auf und nahm an anderen Musikprojekten teil.

### Eigene Aufnahmen
Im Oktober 1962 erschien mit einer Coverversion von Gene Pitneys He’s a Rebel, was zuvor ein Nr.-1-Hit für die US-Girlgroup The Crystals gewesen war, die erste Single der Breakaways. That Boy of Mine, geschrieben von Tony Hatch, war im November 1963 die zweite Single. Die B-Seite, Here She Comes, stammte aus der Feder von Jeff Barry und Ellie Greenwich und war zuvor von der kurzlebigen Girlgroup The Darlettes aufgenommen worden.
Im März 1964 veröffentlichte Pye Records die dritte Single der Gruppe, That's How It Goes, wiederum von Tony Hatch geschrieben. Die B-Seite, He Doesn’t Love Me, wurde von Ivor Raymonde und Mike Hawker geschrieben. Letzter wurde später der Ehemann von Jean Ryder. Eine Version des irischen Klassikers Danny Boy wurde im November 1965 als vierte Single veröffentlicht. Auf der B-Seite war Your Kind of Love von Marty Wilde zu hören. Die nächsten beiden A-Seiten wurden von Mike Leander geschrieben bzw. produziert, Sacred Love (1967) und Santo Domingo (1968).
Trotz ihres Erfolgs auf hochplatzierten Singles und Alben anderer Künstler konnten die Breakaways mit keiner ihrer eigenen Singles die Charts erreichen.

### Eurovision Song Contest
Am 6. April 1968 standen die Breakaways beim Eurovision Song Contest 1968 mit Cliff Richard für seinen Beitrag für das Vereinigte Königreich Congratulations auf der Bühne. Richard wurde Zweiter nach der spanischen Sängerin Massiel mit dem Titel La, la, la.
Beim Eurovision Song Contest 1971 am 3. April 1971 in Dublin stand die Gruppe erneut als Unterstützung auf der Bühne; dieses Mal für Clodagh Rodgers, die mit Jack in the Box für das Vereinigte Königreich antrat und den vierten Platz erreichte.

## Diskografie

### Singles
- 1962: „He’s a Rebel“ / „Wishing Star“ (Pye 7N-15471)
- 1963: „That Boy of Mine“ / „Here She Comes“ (Pye 7N.15585)
- 1964: „That's How It Goes“ / „He Doesn't Love Me“ (Pye 7N 15618)
- 1965: „Danny Boy“ / „Your Kind of Love“ (Pye 7N.15973)
- 1967: „Sacred Love“ / „Don't Be a Baby“ (CBS 2833)
- 1968: „Santo Domingo“ / „So in Love We Are“ (MCA MU 1018)

### Extended Plays
- 1963: That Boy of Mine: „That Boy of Mine“, „Here She Comes“, „That's How It Goes“, „He Doesn't Love Me“ (Disques Vogue PNV.24.119; nur in Frankreich erschienen)

### Compilations
- 2003: That's How It Goes – The Pye Anthology (Castle Music CMRCD 778)